# جبهه اسلامی سوریه
جبهه اسلامی سوریه (عربی: الجبهة الإسلامية السورية al-Jabhah al-Islāmiyya as-Sūriyyah) یک ائتلاف متشکل از گروه‌های شورشی اسلام‌گرای سلفی است که در جنگ داخلی سوریه بر ضد دولت بشار اسد می‌جنگند. بزرگترین گروه این جبهه احرار الشام است که رهبری آن را نیز بر عهده دارد. در ۲ نوامبر ۲۰۱۳ این گروه منحل شد و به جای آن جبهه اسلامی تأسیس شد که شامل چند گروه جبهه اسلامی آزادیبخش سوریه هم می‌شود.